# Srinivaspur
Srīnivāspur är en ort i Indien.   Den ligger i distriktet Kolar och delstaten Karnataka, i den södra delen av landet, 1 700 km söder om huvudstaden New Delhi. Srīnivāspur ligger 828 meter över havet och antalet invånare är 25 760.
Terrängen runt Srīnivāspur är platt, och sluttar söderut. Runt Srīnivāspur är det tätbefolkat, med 266 invånare per kvadratkilometer. Närmaste större samhälle är Chintāmani, 18,4 km väster om Srīnivāspur. Omgivningarna runt Srīnivāspur är en mosaik av jordbruksmark och naturlig växtlighet.